# Tarnowska Wola (województwo podkarpackie)
Tarnowska Wola – wieś sołecka w Polsce położona w województwie podkarpackim, w powiecie tarnobrzeskim, w gminie Nowa Dęba.
| SIMC    | Nazwa      | Rodzaj    |
| ------- | ---------- | --------- |
| 0800545 | Sztymber   | część wsi |
| 0800551 | Szubienica | część wsi |

Miejscowość położona przy drodze krajowej nr 9 łączącej Warszawę, Radom, Rzeszów i przejście graniczne w Medyce. Do Warszawy jest ok. 240 km, do Rzeszowa 60 km, do Krakowa 160 km. Od strony Rzeszowa wieś graniczy z miastem Nowa Dęba, od wschodu ze wsią Alfredówka, od zachodu ze wsią Rozalin, a od północy rozciąga się las Jedlicze, następną miejscowością przy drodze na Tarnobrzeg jest wieś Jadachy. Od strony pół. wsch. za kanałem melioracyjnym i rzeczką rozciąga się teren poligonu wojskowego.
Miejscowość jest siedzibą rzymskokatolickiej parafii Najświętszego Serca Pana Jezusa należącej do dekanatu Nowa Dęba w diecezji sandomierskiej.
W latach 1975–1998 miejscowość położona była w województwie tarnobrzeskim.
W olbrzymich kompleksach leśnych ok. 6 km od wsi znajduje się osada Buda Stalowska i rozległy obszar śródleśnych stawów (ok. 700 ha), mokradeł i podmokłych łąk pociętych wieloma rowami i kanałami, odprowadzającymi nadmiar wód do rzeki Dąbrówka, specjalnie w tym celu uregulowanej. Na początku XX w. Tarnowscy zbudowali tutaj letnią siedzibę myśliwską, stylowy drewniany pałacyk zbudowany przez braci Konefałów, cieśli z Alfredówki. Założyli stawy, z których najstarszy zwany Starym Stawem powstał w 1908. Tereny te stanowią siedlisko wielu gatunków ptaków, w tym 85 gatunków ptaków wodnych i bagiennych. Do rzadkich okazów występujących na tym terenie należy bocian czarny, bielik. Projektuje się utworzenie rezerwatu ornitologicznego.
We wsi działa Szkoła Podstawowa im. Hrabiego Stanisława Tarnowskiego, jednostka ochotniczej straży pożarnej oraz Ludowy Zespół Sportowy.

## Historia

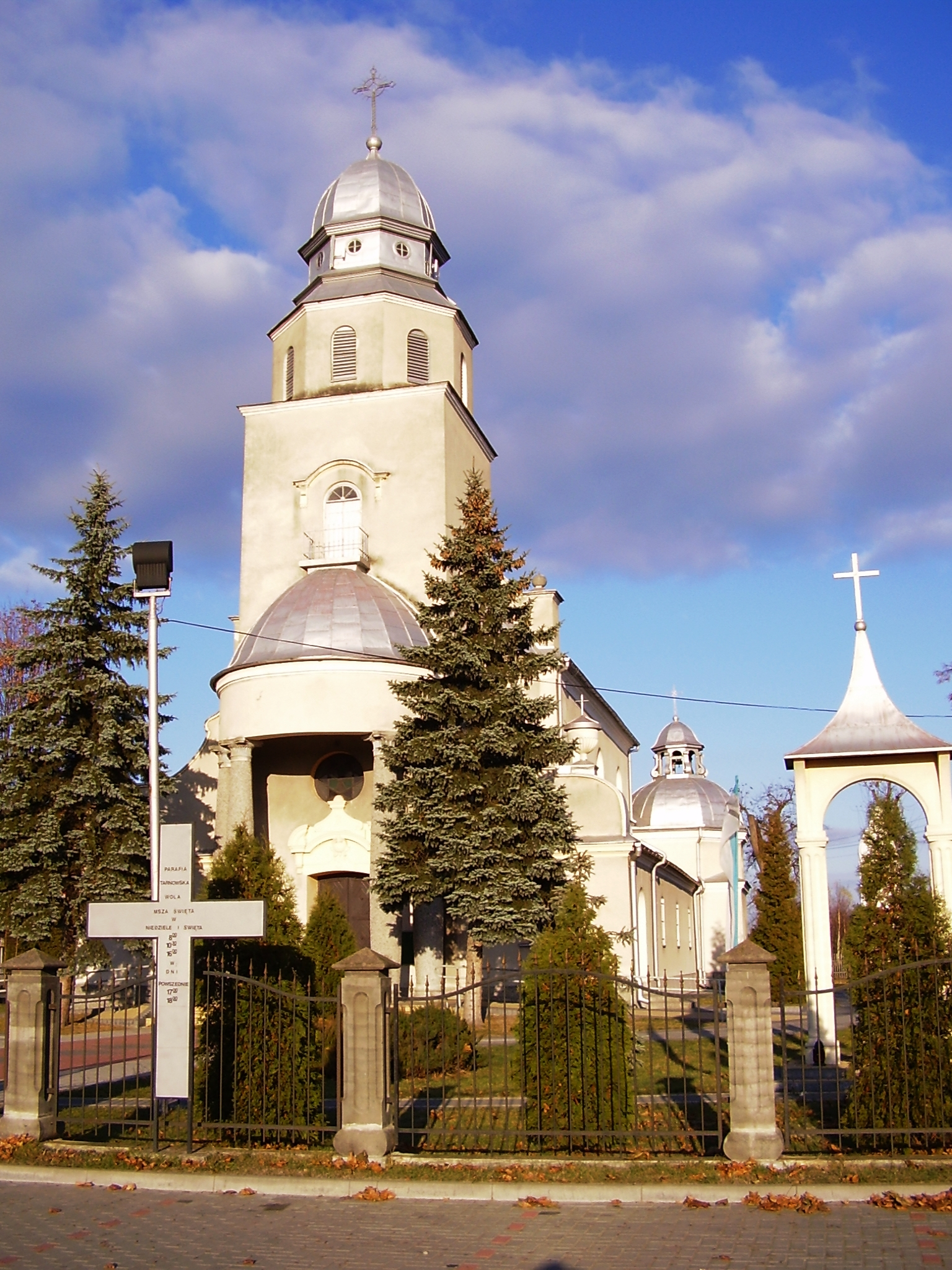
Kościół Najświętszego Serca Pana Jezusa z 1928 roku w Tarnowskiej Woli, 2011

W Przewodniku po Małopolsce Stanisława Kłosa pod hasłem Tarnowska Wola czytamy:
Wieś - pierwotna nazwa Ługi, powstała w 1782, ponownie lokowana przez Tarnowskich w 1802 otrzymała obecną nazwę. Kościół parafialny zbudowany w latach 1922- 28. Wieś powstała na obrzeżach lasu Jedlicze, o którym Jan Długosz pisał, że w tym lesie znajdowały się barcie pszczół i łąki. Las, pozostałość Puszczy Sandomierskiej, wchodził w skład dóbr parafii miechocińskiej.
Pierwotna nazwa Ługi prawdopodobnie wywodzi się od potocznego słowa ług, czyli bagno, wieś powstała na terenie bagnistym, którego ślady przetrwały do dziś od strony Nowej Dęby teren jest podmokły.
W historii powstania wsi występują dwie daty 1782 r. oraz ponowne lokowanie w 1802 r. Prawdopodobnie w 1782 r. hr. Tarnowski lokował osadę Ługi, w latach następnych wieś podupadła i w 1802 r. hr. Jan Jacek Tarnowski dokonał lokacji wsi ponownie zasiedlając ją osadnikami polskimi z innych puszczańskich wiosek. Wsi nadano obecną nazwę Tarnowska Wola. Podłożem ponownej lokacji były też naciski władz austriackich, które w celu utrwalenia swego panowania próbowały kolonizować te tereny ludnością niemiecką. Napływ kolonistów niemieckich zaczął się do Galicji w 1782 i ustał po śmierci Józefa II. Sprowadzani osadnicy nie zawsze byli rolnikami, dla niektórych brakło zabudowań, dlatego wielu przeniosło się w inne rejony. Jak podaje Rawski w tarnobrzeskim i kolbuszowskim koloniści w 75% należeli do narodowości polskiej, reszta zaś rekrutowała się z Niemców i to katolików, którzy już w trzecim pokoleniu zapominali o swych korzeniach. Hr. Jan Jacek Tarnowski pomimo trudności kolonizował swe dobra ludnością polską ze wsi sąsiednich. Kłos w swym przewodniku wspomina o ponownej lokacji w 1802 r. Tarnowskiej Woli (Ługi), Rozalina (Biele) i Alfredówki (Ciosy).
W okresie międzywojennym wieś wchodziła w skład powiatu tarnobrzeskiego, który należał do województwa lwowskiego. Na przestrzeni dziejów wieś administracyjnie należała do województw: lwowskiego, rzeszowskiego, tarnobrzeskiego, podkarpackiego (1998).
Najbardziej okazałym budynkiem jest zbudowany w latach 20. XX wieku kościół parafialny pw. Najświętszego Serca Pana Jezusa. Jego architektura nawiązuje do różnych stylów, stąd eklektyczny charakter świątyni. Dzwony kościelne ufundowali mieszkańcy wsi, a budowę ołtarza głównego i ambonę sfinansowała jednostka wojskowa z Dęby.
Na pół. wsch. od wsi rozciągają się lasy zwane "Gęś". W 1927 r. powstał tu poligon wojskowy. Podczas okupacji niemieckiej służył armii Południe oraz oddziałom Afrika Korps gen. Erwina Rommla oraz 6 Armii gen. Fridricha Paulusa, poligon nosił nazwę Lager Dęba. Po wycofaniu się Niemców poligon służył Armii Radzieckiej, a potem przejęło go Wojsko Polskie.